# 1999年美國網球公開賽
1999年美国网球公开赛。

## 冠军
单打列出冠亚军以及决赛比分，双打列出冠军组合。

### 男子单打
主条目：1999年美國網球公開賽男子單打比賽
安德烈·阿加西（美国）6-4, 65-7, 62-7, 6-3, 6-2 托德·馬丁（美国）

### 女子单打
主条目：1999年美國網球公開賽女子單打比賽
小威廉姆斯（美国）6-3, 7-64 玛蒂娜·辛吉斯（瑞士）

### 男子双打
主条目：1999年美國網球公開賽男子雙打比賽
塞巴斯蒂安·拉羅（加拿大）/亚历克斯·奥布赖恩（美國）

### 女子双打
主条目：1999年美國網球公開賽女子雙打比賽
小威廉姆斯（美国）/大威廉姆斯（美国）

### 混合双打
主条目：1999年美國網球公開賽混合雙打比賽
杉山愛（日本）/马赫什·布帕蒂（印度）

## 外部連結
- 官方網站（页面存档备份，存于）

| 前任： 1998年美國網球公開賽     | 美國網球公開賽 | 繼任： 2000年美國網球公開賽 |
| 前任： 1999年温布尔登網球錦標賽 | 網球大滿貫     | 繼任： 2000年澳洲網球公開賽 |